# Lebih
Lebih is een bestuurslaag in het regentschap Gianyar van de provincie Bali, Indonesië. Lebih telt 6599 inwoners (volkstelling 2010).